# Renata Radojewska
Renata Zofia Radojewska, zamężna Krantz (ur. 9 lipca 1914 w Charkowie, zm. 11 grudnia 1985 w Nowym Jorku) – polsko-amerykańska aktorka filmowa i teatralna. W latach 1937–1938 wystąpiła w czterech polskich produkcjach: Pan redaktor szaleje, Niedorajda, Zapomniana melodia i Moi rodzice rozwodzą się. W czasie II wojny światowej grała w teatrze jawnym Niebieski Motyl. Wyszła za mąż za witrażystę Jana Krantza, z którym wyemigrowała do Stanów Zjednoczonych.

## Życiorys

### Młodość
Renata Radojewska urodziła się w ziemiańskiej rodzinie prezesa syndykatów rolniczych. Po wybuchu rewolucji październikowej jej ojca pozbawiono majątku, dlatego Radojewscy wyjechali do Polski. Na początku zamieszkali w Jaśle, gdzie Radojewska uczyła się we szkole klasztornej sióstr wizytek. Następnie przeprowadzili się do Nowogródka. Ojciec przyszłej aktorki pełnił tam obowiązki urzędnika, a Radojewska uczęszczała do miejscowego Państwowego Gimnazjum im. Adama Mickiewicza . Jadwiga Jurkszus-Tomaszewska w ten sposób wspominała szkolną koleżankę: „Dobrze pamiętam (...) Renatę Radojewską, choć była w gimnazjum krótko. Córka któregoś z «nowych» urzędników, wyróżniała się na tle mundurkowych dziewcząt w byle płaszczykach z miejscowego (jedynego chyba) sklepu tej branży. Renata zimą chodziła w futerku z kretów, wiosną przypinając pęk fiołków. I sama była jakaś fiołkowa – drobna, wypielęgnowana, nie na standardy małego miasteczka, dziewcząt w za długich spódniczkach, grubych pończochach z fil d’ecosse”. Radojewska dokończyła naukę w Gimnazjum Anny Sapiehów Jabłonowskiej, po przeprowadzce rodziny do Białegostoku. W nieznanym bliżej czasie zamieszkała w Warszawie, ucząc się tańca, śpiewu i dykcji. Marząc o karierze artystycznej, wysłała swoje fotografie do magazynu „Kino”. W 5 numerze czasopisma z 1935 poświęcono jej całą rubrykę „Czy jesteśmy fotogeniczni?”.

### Kariera aktorska

#### Film
Radojewska zadebiutowała na srebrnym ekranie 24 kwietnia 1937 w filmie Pan redaktor szaleje w reżyserii Jana Nowiny-Przybylskiego. Chociaż była młoda i niedoświadczona aktorsko, nowo powstała wytwórnia Orion-Film postanowiła dać jej szansę. Zagrała Zofię, siostrę głównej bohaterki Ireny (Maria Bogda). Obie stały się obiektem uczuć dziennikarzy pisma „Start i Meta”, odpowiednio Bohdana (Stanisław Sielański) i Antoniego (Adam Brodzisz). Film okazał się porażką artystyczną. W październiku tego samego roku ukazała się druga komedia z jej udziałem – Niedorajda w reżyserii Mieczysława Krawicza. Tym razem jej adoratorem był Florek (Adolf Dymsza). Produkcja otrzymała przeciętne recenzje, lecz według Aleksandra Piskora z „Prosto z Mostu” Radojewska „bardzo wdzięcznie zagrała swoją rolę”. W następnym roku wcieliła się w postać jednej z uczennic Instytutu Dokształcającego dla Dziewcząt w komedii muzycznej Zapomniana melodia. Dziennikarz „Kina”, zatrzymując się nad tą epizodyczną rolą, stwierdził, że „filigranowa Renata Radojewska zasługuje stanowczo na staranniejsze potraktowanie jej oryginalnej urody”. Latem 1938 rozpoczęto produkcję filmu opartą na prozie Marii Rodziewiczówny pt. Dewajtis, gdzie miała wykreować jedną z postaci. Film nie został jednak ukończony. Pod koniec grudnia tego roku wystąpiła w melodramacie Moi rodzice rozwodzą się jako Krysia Rudosławska. W 1939 pracowała na planie Szatana z siódmej klasy, produkcji przerwanej przez wybuch II wojny światowej.

#### Teatr
W sezonie 1938/1939 była aktorką Teatru Kameralnego w Warszawie.  W komedii Dom wariatów autorstwa Wilhelma Jacoby’ego i Karola Laufsa, wystawianej od 31 grudnia 1938, zagrała u boku między innymi Stanisława Sielańskiego, Włodzimierza Łozińskiego, Hanny Różańskiej, Wandy Bartówny i Hanny Karwowskiej.

### II wojna światowa i dalsze losy
Losy Renaty Radojewskiej w czasie II wojny światowej nie są dobrze znane. Grała w jawnym teatrze warszawskim Niebieski Motyl, w rewiach Cztery asy, Coś do śmiechu, Bez konkurencji, które wystawiano pod koniec 1941. W swojej książce Rekwizytornia Andrzej Łapicki wspominał, że w 1944 Radojewska mieszkała w schronisku dla bezdomnych artystów w Krakowie: „Ale to już przeszłość, wszystko się spaliło, teraz siedzę i jem w Krakowie zupkę z Ortymem. Mieszkamy – Staszek, Zosia i ja w schronisku dla bezdomnych artystów na Skawińskiej bocznej, mieszkają tam jacyś cyrkowcy, a i przedwojenna, śliczna gwiazdka filmowa Renata Radojewska”.
Po wojnie poślubiła Jana Krantza, artystę zajmującego się produkcją witraży i oszkleń artystycznych. Małżeństwo wyjechało do Stanów Zjednoczonych, gdzie 12 grudnia 1966 otrzymało obywatelstwo amerykańskie. Siedem miesięcy wcześniej, 3 maja, Krantzowie gościli w Białym Domu u prezydenta Lyndona B. Johnsona, składając mu w imieniu amerykańskiej Polonii podarunek w postaci wizerunku Matki Boskiej Częstochowskiej, wykonany z 12 tysięcy szkliwionych kamieni. W związku z obchodami tysiąclecia chrześcijaństwa i polskiej państwowości dzieło to znalazło się w kościele w Pannie Marii (Teksas), najstarszej polskiej osadzie w Stanach Zjednoczonych. Jan Krantz zmarł w lutym 1975 w Nowym Jorku, natomiast Renata Radojewska tamże 11 grudnia 1985.

### Prasa
- Czy jesteśmy fotogeniczni?, „Kino”, 1935, nr 5 (3 II), Warszawa: Prasa Polska S.A..
- Dziś, „Nowy Kurier Warszawski”, 1941, nr 254 (27 X), Warszawa.
- Tydzień na scenie, „Nowy Kurier Warszawski”, 1941, nr 223 (20-21 IX), Warszawa.
- Tydzień na scenie, „Nowy Kurier Warszawski”, 1941, nr 279 (15 XI), Warszawa.

### Opracowania
- Almanach sceny polskiej, tom XXVII: sezon 1985/1986 (pod redakcją Kazimierza Andrzeja Wysińskiego), Wydawnictwo Naukowe PWN, Warszawa 1993, s. 238
- Andrzej Łapicki, Rekwizytornia, Izabelin: Świat Literacki, 2004, ISBN 83-88612-78-6.
- Jerzy Maśnicki, Kamil Stepan, Pleograf. Słownik biograficzny filmu polskiego 1896-1939, t. 1, Kraków: Staromiejska Oficyna Wydawnicza, 1996, ISBN 83-86266-11-2.
- Grzegorz Rogowski, Skazane na zapomnienie. Polskie aktorki filmowe na emigracji, Warszawa: Muza SA, 2017, ISBN 978-83-287-0465-7.
- Jadwiga Jurkszus-Tomaszewska, Wczoraj i dziś, Toronto: Polski Fundusz Wydawniczy w Kanadzie, 1985, OCLC 837461679.